# 眷村
| \| 本條目屬於 臺灣系列 \| |
| 前往臺灣主題頁 |
| 臺灣概況 - 經濟 • 政治 • 法律 • 人權 • 能源 • 交通 行政區劃 • 城市 • 政府 • 政黨 • 選舉 • 總統 • 外交 軍事 • 族群 • 人口 • 公民 • 原住民族 • LGBT權益 臺海現狀 • 臺灣問題 |
| 臺灣文化 （總覽） - 文學 • 料理 • 茶藝 • 小吃 • 夜市 • 郵票 建築 • 語言 • 宗教 • 葬禮 • 古蹟 • 遺址 • 國寶 民俗文物 • 節日 • 教育 • 體育 • 媒體 • 眷村 文化活動 • 觀光 • 購物中心 • 百貨公司 世界遺產潛力點 • 歷史建築百景 • 流行文化                                                    |
| 臺灣藝術 （總覽） - 音樂 • 漫畫 • 動畫 • 電影 • 攝影 • 舞蹈 戲劇 • 臺劇 |
| 臺灣地理 （總覽） - 天文 • 氣候 • 地質 • 地震 • 斷層 • 火山 • 生態 濕地 • 山峰 • 山脈 • 湖泊 • 水庫 • 河流 • 溫泉 島嶼 • 海岸 • 特殊生物 • 保育生物 • 生態環境 自然保護區 • 國家公園 • 森林遊樂區 縣市級風景特定區 • 直轄市級風景特定區 國家級風景特定區                                 |
| 臺灣歷史 （詳細） - 史前時期(-1624)↓理蕃政策(1933) 原住民聯盟與政權↓奧蘭治城包圍戰(1662)↓澎湖海戰(1683)↓馬關條約(1895)↓日本投降(1945) 荷屬福爾摩沙/西屬艾爾摩莎 鄭氏政權清治時期 日治時期 戰後時期 │1624│1649│1674│1699│1724│1749│1774│1799│1824│1849│1874│1899│1924│1949│1974│1999│2024 |
| 閱 • 論 • 编 |
| 本條目屬於 臺灣系列 |

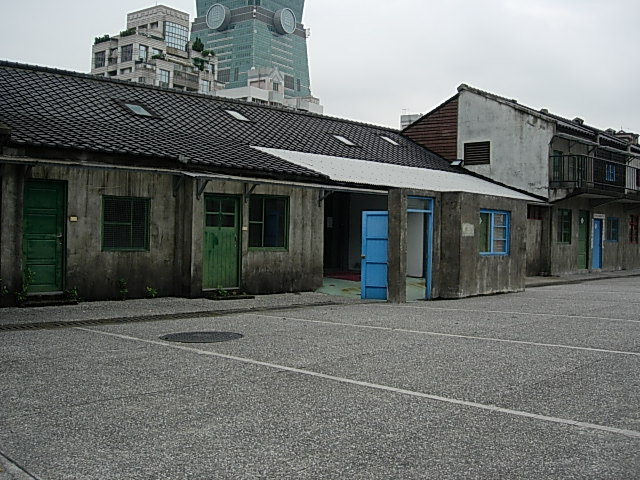
臺北市三張犁的四四南村，大部分已遭拆除，部分改建為信義公民會館暨眷村文化公園。

眷村是指台灣自1949年起至1960年代，中華民國政府機關及民間組織為國軍、警察、教職員、公務員及其眷屬興建或者配置宿舍所組成的村落。分布於臺灣各處，大小各式聚落皆有，主要分布在各區域的中心城市及軍事設施附近，其中以臺北市境內數量最多、分布最密，眷戶數則以高雄市（含原高雄縣市）居冠。居民絕大部份是來自中國大陸各省的外省人及其眷屬，因第二次國共內戰失利而隨中華民國政府遷徙至台灣，僅有少部分是臺灣省籍技工類軍眷入住。隨著時間演進，眷村已成為臺灣文化及歷史中重要的文化資產。
此外，駐台美軍軍官、士官及其家屬在台的宿舍，亦有「眷村」之稱。例如台中市美村路（街名來自「美軍眷村」的簡稱）以及臺北市山仔后美軍眷區。

## 形成背景
1949年國共內戰後，中華民國政府撤遷台灣，中國大陸各省軍民、政府人員被迫隨之轉往台灣定居。據統計，1945年至1950年，中國大陸各地近200萬軍民遷入台灣。國民政府為了解決人口激增帶來的居住問題，開始興建房舍或安排至日本人遺留之宿舍，並將新住民以軍種、職業、特性等，分別群聚於一定範圍，即為現在所知的「眷村」。
1990年代後，因眷村老舊改建後的混住與年齡結構等多項社會因素，台灣居住於眷村的外省人口比例迅速降低。

## 定義
一般定義的眷村，是指陸、海、空軍三軍、憲兵與其他類種官兵與眷屬所居住的眷舍，不包含中華民國政府為教師、警察、公務員、公家機關聘員、中央民意代表（國民大會代表、立法委員等）興建的眷舍。
就法律言，眷村主要管理機構國防部唯一認可的眷村類型，指的是「軍眷住宅」，其中並不含其他公教人員及自行違建的眷村，而眷村法源則來自《國軍老舊眷村改建條例》等法律律條。該條例第三條本文詳列：「本條例所稱國軍老舊眷村，係指於中華民國六十九年十二月三十一日（即1980年12月31日）以前興建完成之軍眷住宅。改建條例並正面列出適用者為：
- 政府興建分配者。
- 中華婦女反共聯合會捐款興建者。
- 政府提供土地由眷戶自費興建者。
- 其他經主管機關認定者。[3]

### 另類眷村

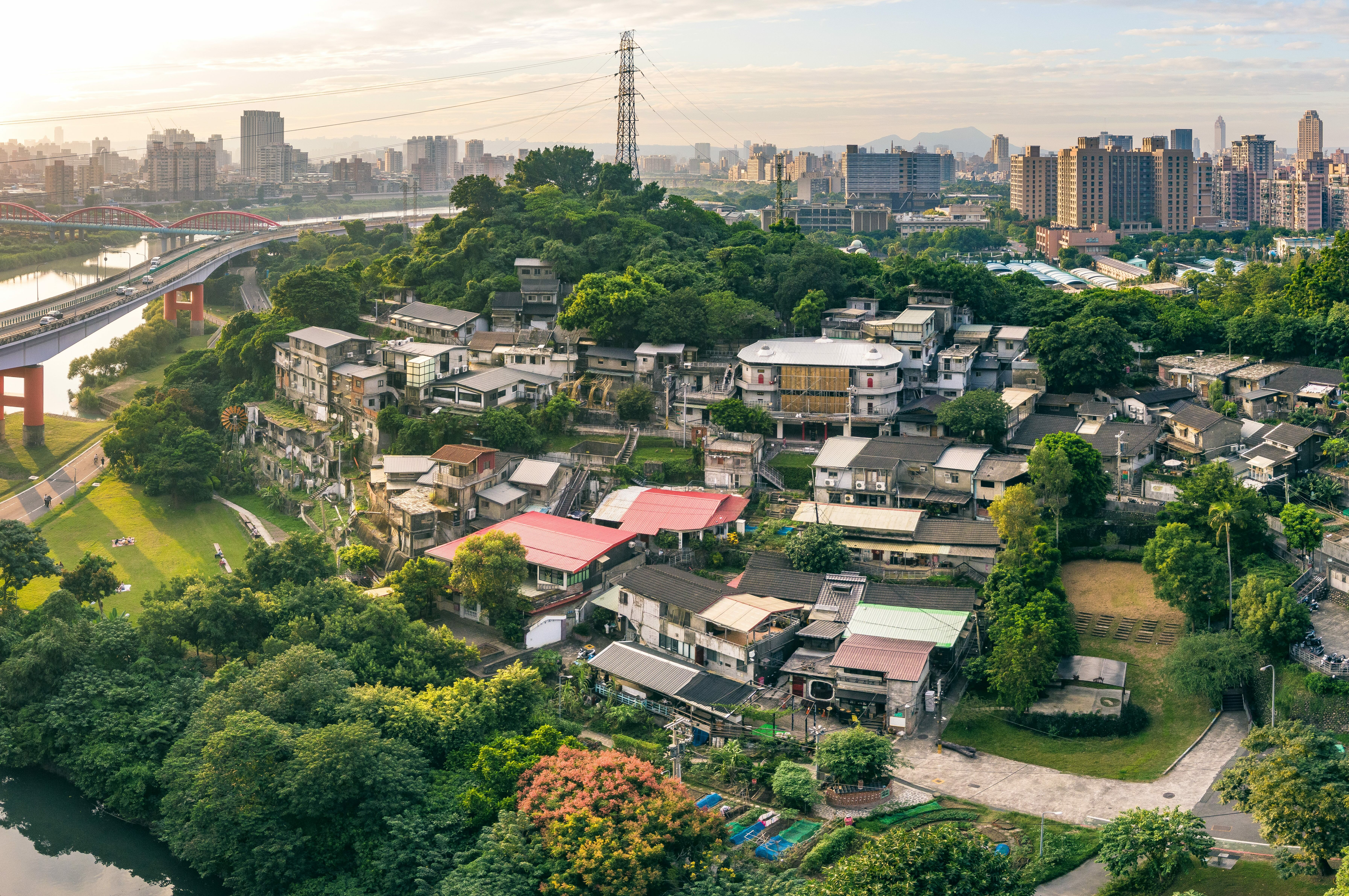
寶藏巖聚落依山而造的違建，形成特殊景觀

有部份觀點認為眷村廣義上也包含榮民與眷屬自行興建的大範圍違建，稱其為違建眷村、另類眷村。依1956年《國軍眷區違章建築取締辦法》第二條之定義，國軍眷區違章建築係指未經國軍眷區主管單位核准，及申請當地主管建築機關之審查許可並發給執照，而擅自建造之建築物。多分布在軍營或已列管眷村之周邊、市區的大型公園內或市郊原本無人居住的墳墓區。
以違建為主的外省族群居住地，如臺北市七號公園、十四號公園及十五號公園預定地之建物，被認定為違章建築而先後拆除；寶藏巖聚落則在地方人士的爭取下得到部分保留。

### 國軍列管公有眷村數統計
1980年代，於單一認定計算下，外省人居住眷村的比例超過三成。但也有部分資料顯示，當時外省人配住眷村者僅六分之一。另外根據中華民國婦聯會1982年之統計資料顯示，若不包含違建，全台灣眷村共有879個，共有98,535戶。其中，若以每戶平均4.47居住人口計，約共有467,316外省人住民居住於眷村，約三成外省人居住於眷村（以1,800萬總人口的144萬單一認定計算）。另一方面，若以單身榮民一戶一人計算，則僅不到10萬榮民居住於眷村。
根據立法委員朱鳳芝的調查，8.2萬70歲以上榮民當年未獲分配眷舍或未領有房舍補助而登記有案者只有3,000多人，一般推估，若包含遺漏的部分，也不應超過一萬人（無可供查證的參考來源）。但根據國防部澄清，此係「國軍全體有眷無舍退伍榮民爭取眷改權益聯誼會」登記有案的3,000餘人，非指8.2萬70歲以上榮民當年未獲分配眷舍或未領有房舍補助僅有3,000多人。
1984年，國防部列管的眷村共有888處、109,786戶，其中傳統式老舊眷村尚有694處、83,447戶。其中面積最大者為臺南市精忠三村，占地20公頃、共1,333戶。縣市眷村數量以臺北市的175處、15,420戶最多（如三張犁四四南村），桃園縣87處、13,170戶居次（如首批興建的大溪鎮僑愛新村）；若將合併後的高雄縣市合併計算，則以127處居次，且戶數為全國之冠:23。
2001年，經改建與其他自購整建後，國軍列管眷村數量逐年減少。國防部總政戰局軍眷處公佈國軍列管公有眷村總數尚有530村。
2007年，經過轉型讓售等過程後，眷村面積已於縮小為1,214公頃。其中，仍多數未改建，其建物與次文化呈現與緊鄰城市相當不同的風貌。
2008年，國防部總政戰局軍眷處指出，在新制眷村改建的部分計興建88處基地，改、遷建545村，計畫安置71,074戶，已執行433村，共54,966戶；同年8月，國軍列管眷村的自治會剩餘148村。

## 歷史

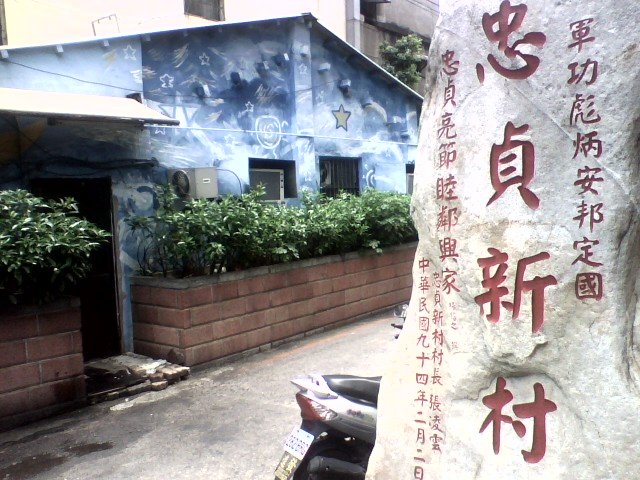
新竹市空軍忠貞新村入口。圖中石碑立於2005年。

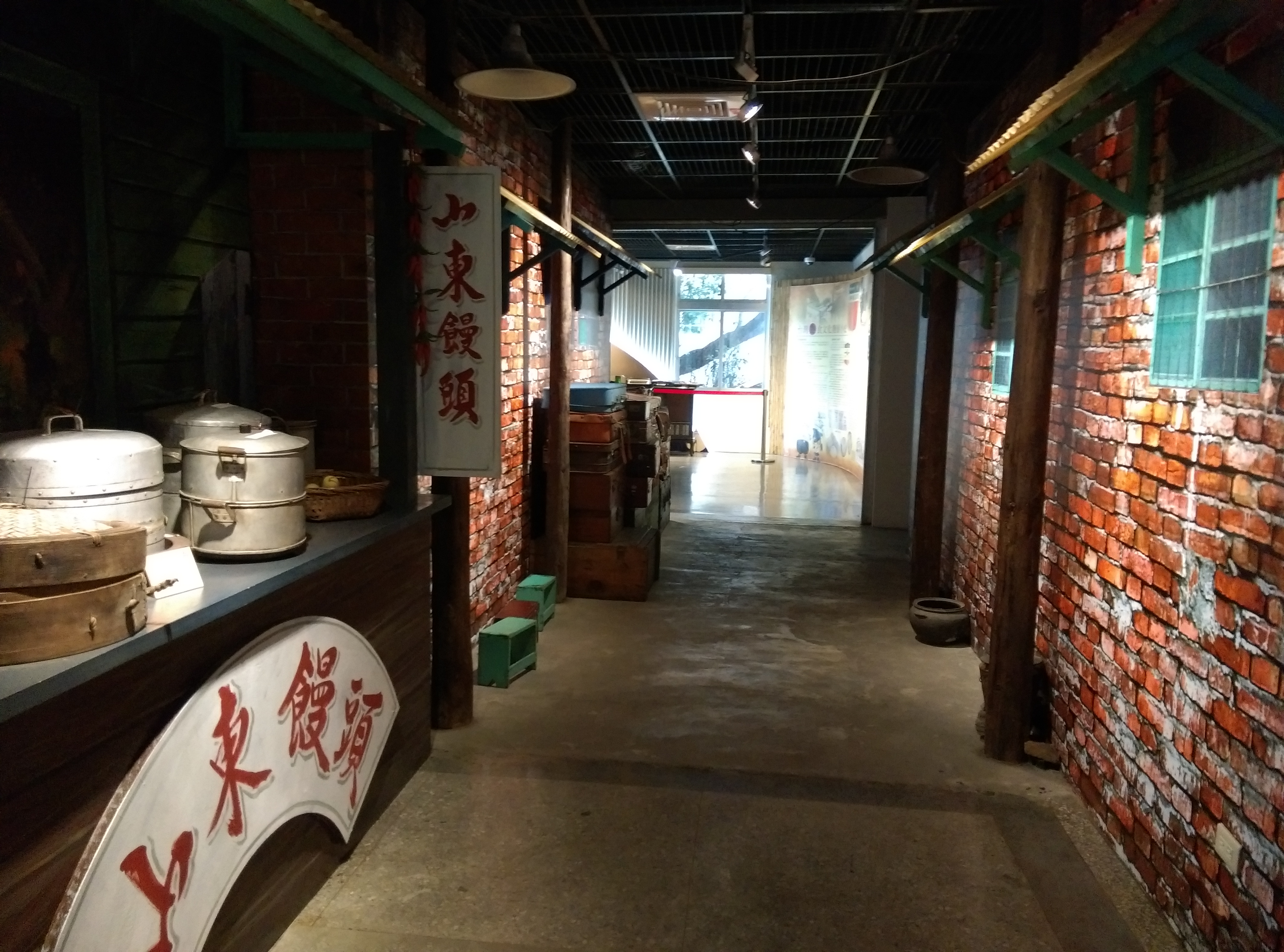
新竹市眷村博物館二樓布景

莊勝傑在《戰後臺北市眷村之形成與變遷》中提出，眷村的發展分為四個時期：老眷村時期（1945-1956）、新眷村時期（1957-1980）、舊制眷村改建時期（1980-1997）、新制眷村改建時期（1997至今）。

### 大事紀
- 1945年，日本戰敗、中華民國接收台灣之後，第一批國軍與眷屬陸續抵達台灣，簡陋眷村開始出現。
- 1949年，國共內戰失利，中華民國軍公教人員與眷屬隨政府撤至台灣後設立「軍眷管理處」，開始大量興建眷村。
- 1956年，蔣宋美齡帶領之婦聯會、工商界與華僑募款集資興建眷村。該年戶口普查資料，外省籍人口達120多萬，當時台灣總人口987多萬人。
- 1961年，波蜜颱風侵襲台灣，結構簡陋的眷村受到重創，多處眷村遷建。
- 1970年，國防部成立「軍眷業務處理處」，專門處理眷村改建、搬遷、管理與軍眷服務。
- 1977年，行政院長蔣經國確立「國軍眷村改建」原則，由軍方提供土地與各級地方政府合建國宅。
- 1987年10月15日，行政院通過《赴大陸探親辦法》，兩岸正式開放探親。
- 1996年，立法院通過《國軍眷村改建條例》。隔年通過《國軍眷村改建基金》。
- 2001年，桃園縣舉辦第一屆眷村文化節，播放眷村影像紀錄片。
- 2002年，新竹市將環保局舊建築改建成立「新竹市眷村博物館」，為全台第一座保存眷村特有文化與生活特色的博物館。

### 文化資產保存史
- 2003年，臺北市政府將信義區四四南村4棟眷舍登錄為歷史建築，並成立「信義公民會館暨文化公園」。
- 2004年，桃園縣政府將中壢市馬祖新村登錄為歷史建築。臺南市政府將水交社以「原水交社宿舍群暨文化景觀」的名義列為臺南市市定古蹟。
- 2006年，臺北市政府將違建眷村「寶藏巖聚落」登錄為歷史建築，但因涉及違章建築，所以在2007年將居民全數遷離。臺北縣政府（今新北市政府）將空軍三重一村登錄為歷史建築。
- 2007年，澎湖縣政府將馬公篤行十村、隘門新村登錄為歷史建築。
- 2009年，桃園縣政府將大溪太武新村登錄為歷史建築。
- 2010年，高雄市政府將左營海軍眷村登錄為文化景觀。
- 2011年，臺北市政府將北投中心新村登錄為聚落建築群加以維護保存。
- 2013年，高雄市政府將台灣第1代眷村的鳳山黃埔新村登錄為文化景觀。
- 2014年，桃園縣政府將龜山鄉憲光二村登錄為歷史建築。
- 2015年，雲林縣政府將建國眷村登錄為聚落建築群
- 2018年，臺北市政府將嘉禾新村部分建物登錄為歷史建築。

## 建築
1950年代，除了由日治時期遺留房舍所留下的眷村建物外，大多眷村都建設於公有地的簡單房舍。早期最普遍的克難房子，是屋頂蓋稻草、竹泥牆的眷村房舍。1960年代－1970年代時，經軍方修建後，大多眷舍主體改為磚造，並具有私人廁所、浴室、廚房規模及主樑、屋瓦與電線線路等設備，此建物演變約與當時台灣建物略同。磚牆上常有藍、白、紅的國旗色彩與反共精神標語。
1970年代末期後，台灣房地產熱絡並大量新建及改建房舍，但是眷村礙於所有權等因素無法改建，尤以每戶除庭院外，居住面積僅6至10坪。自此磚造平房或加強磚造低樓層眷村建物樣貌迅速呈現相較之下的落後，這情形尤以都會區內最為明顯。

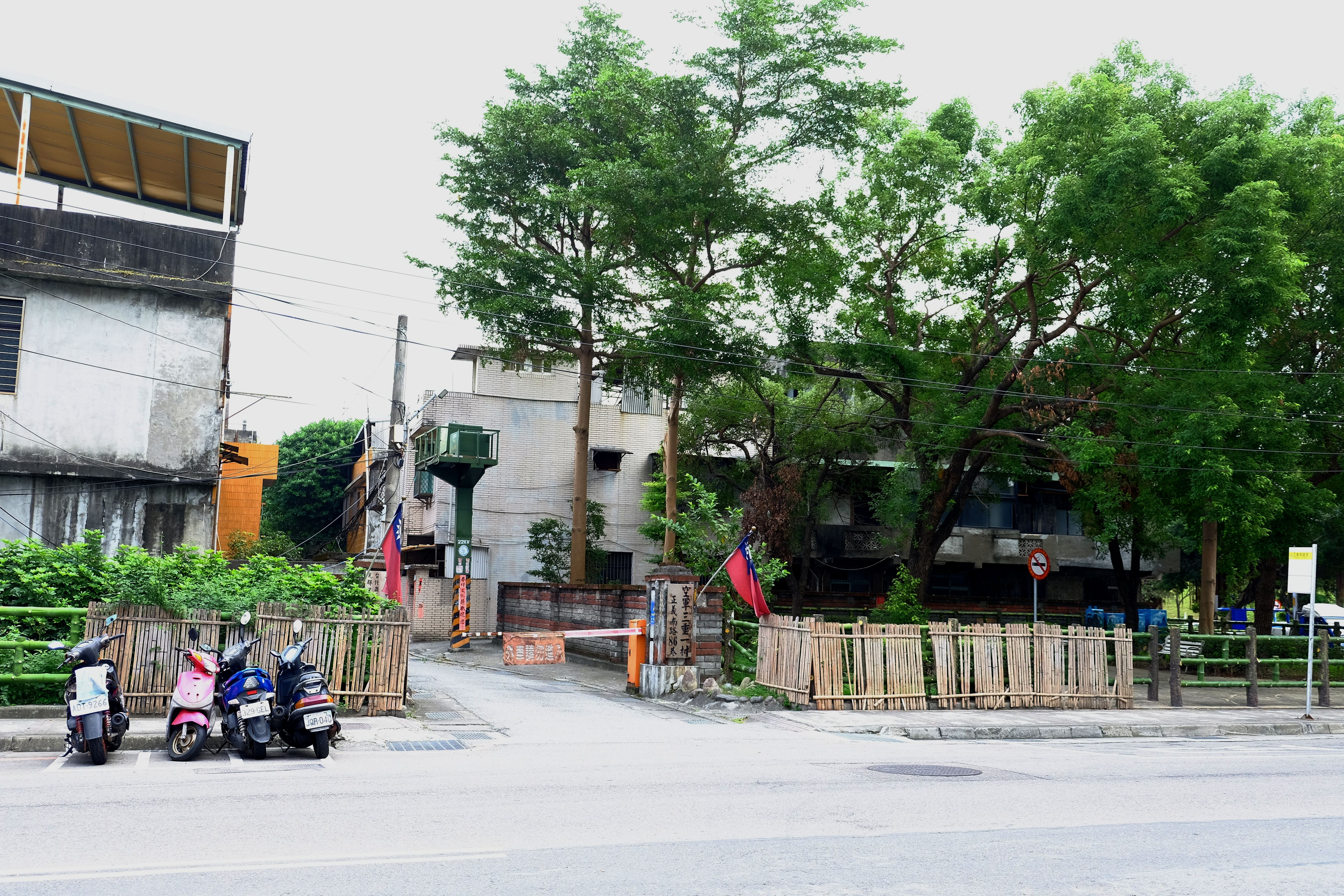
眷村代表群落之一；新北市空軍三重一村

舉例來說，在台北市松勤街50號第一個眷村「四四南村」就是眷村建築新貌的一個縮影，承襲了傳統眷村的規律與集體控制的模式，四四南村為大陸青島之聯勤四十四兵工廠的員工及眷戶們居住的區域，原地曾是日軍陸軍庫房。整體建築為「魚骨狀」架構，材料由竹片及石灰泥巴糊成，後期建築才為磚牆結構。
眷舍類別
眷村建築大概分為兩類，多位於在市郊：

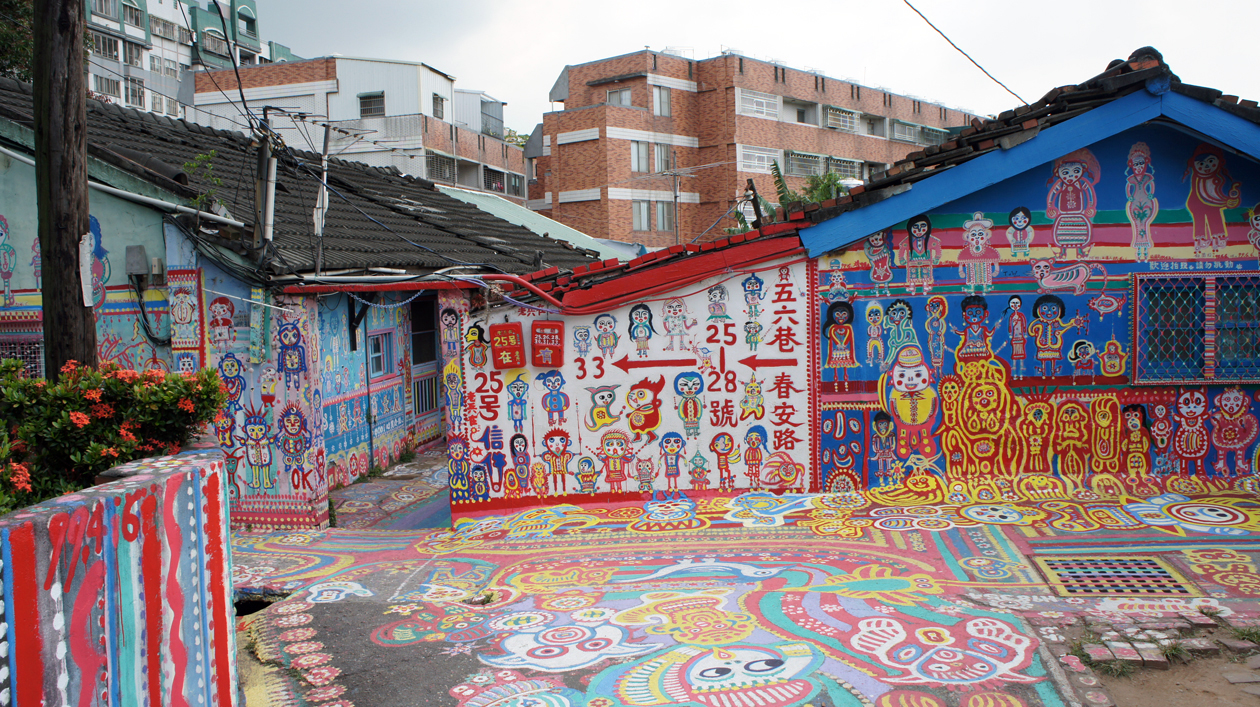
馬祖二村內的彩繪眷村

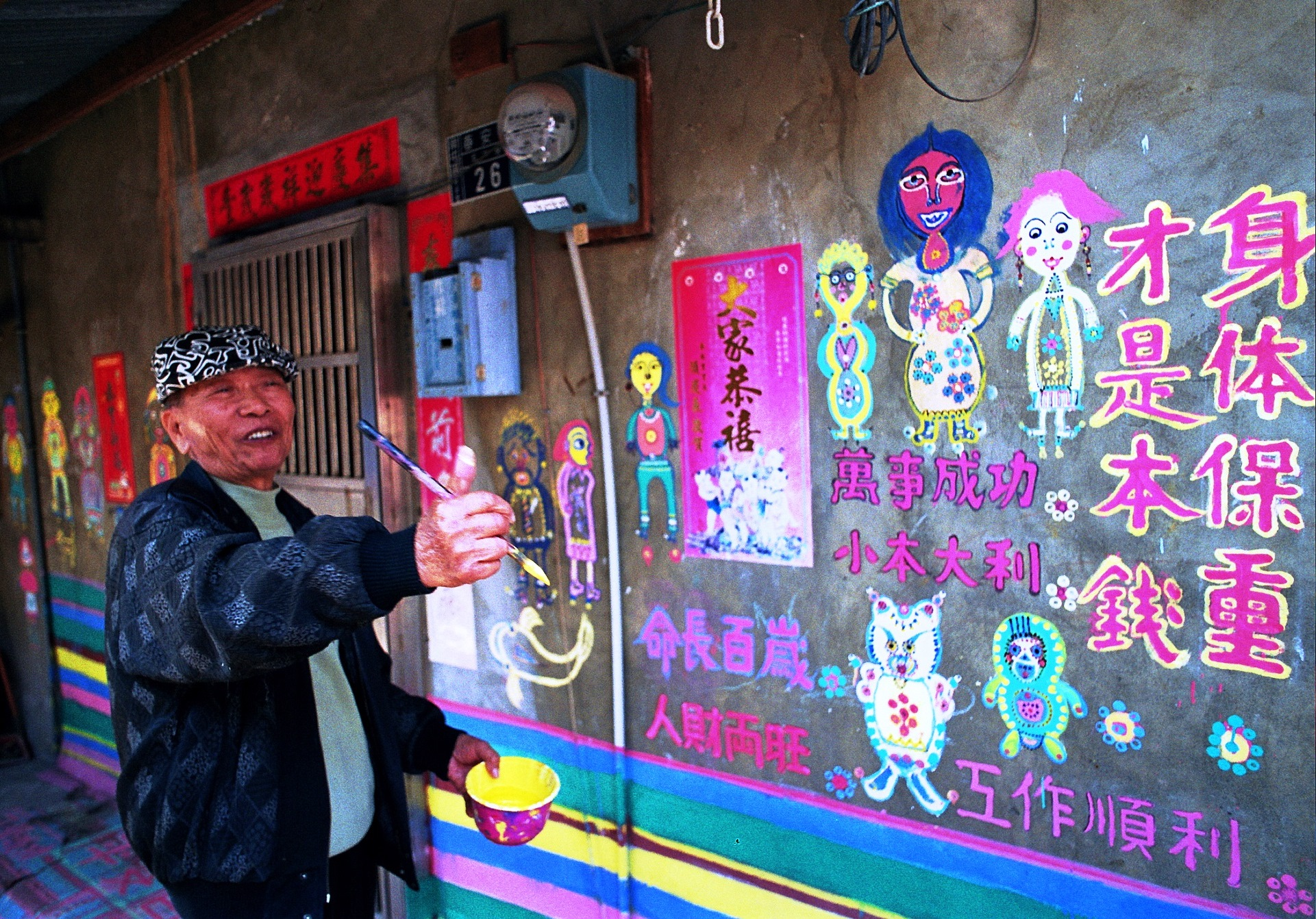
臺中市南屯區春安路彩繪眷村干城六村與繪者

干城六村

- 利用日治時期遺留之日式住宅，多集中在臺北市、新北市、桃園市、新竹市、臺中市、嘉義市、臺南市、高雄市等地。
- 於國軍營區附近由國防部三軍司令部興建的眷村，例如：當時的高雄左營軍港、台北松山空軍基地、新竹空軍基地、台中水湳空軍基地及陸軍成功嶺等營區週遭附近。

眷村多由該面積大小不一的房舍組成，居住人則為外省籍公務人員、軍人及其「眷屬」（配偶、子女）所居住，因此通稱為「眷村」。早期用地多為日本統治時期或日本移民村所遺留，而房舍一部份來自舊有建築，但絕大部分為戰後所興建。眷舍面積有甲、乙、丙、丁四型不同大小，甲型12.3坪、乙型10坪、丙型8.4坪、丁型7.6坪，並非每個眷村都有這四型的眷舍，由軍、公、教、中央民代按眷口數多寡抽籤安排各種坪數等級不同的無產權宿舍。

## 命名
依眷村所在位置附近的軍營，其主要的軍眷背景也有集中於某一種軍種的現象，也反映在眷村命名上，名字中有「陸光」多為陸軍眷村、「海光」多為海軍眷村、「憲光」為憲兵、「明駝」是聯勤單位、空軍以「大鵬」與「凌雲」來命；而「貿商」、「貿易」、「台貿」等是因業界捐款而有此命名；由婦聯會捐款成立的為「婦聯」、「華夏」、「慈仁」等名。

## 文化特色

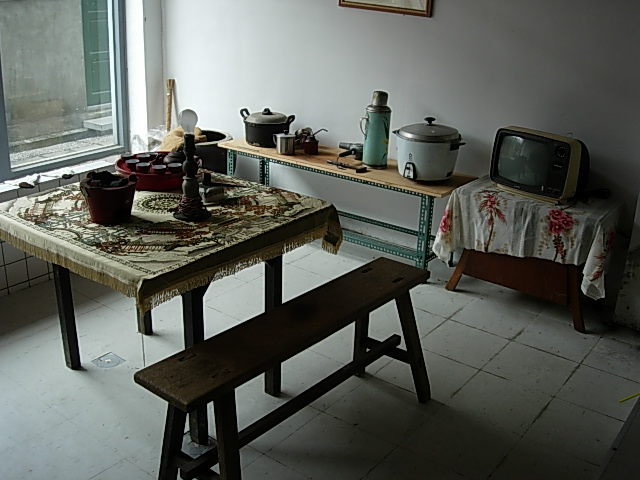
四四南村中展出的眷村客廳

由於眷村特殊的生活空間和居民組成因素，半封閉體系的眷村發展出台灣社會現象中相當特殊的族群與人文現象，目前有學者將其視為台灣獨特的眷村文化。一般而論，早年此種無產權房舍群聚通常所佔區域大小不一，其文化氛圍自成一格。在國民政府來台初期，語言、習慣、文化鮮少受眷村以外的環境影響，不過隨著在台日久落地生根，眷村與村外的互動往來也日益頻繁，台灣本土文化進入眷村而眷村外省文化也向外傳播，形成新的融合。
幾十戶至百戶眷村規模，成為近似隔離的單一社區，此特性雖讓同一眷村內居民互動密切，但是也不易與社區外溝通。加上生存空間狹小、公共設施缺乏、眷村建設落後等因素，又有著共同愛國、反共等意識與同一軍種職業下，所以產生住戶間情感聯絡頻繁的社區意識。
早期軍人士身分相當特殊，由其居住軍營附近戒備甚嚴，其周邊眷村也都屬於軍區管轄範圍，當時為了分辨身分，軍屬需出示居住證以利通行出入。因當時軍人薪餉相當少，政府為補助其生活所需，提供教育補助、醫療就診及日用的米、麵粉、沙拉油等日用品發放，所有補助軍眷都需憑眷補證作為依據。
早期眷村係因封閉式村落，有著共同愛國、反共等意識與同一軍種職業下，所以住戶間的情感聯絡頻繁。常見的釀製食品或者鄰居互相幫忙製作節慶應景食物；最常見的休閒活動就是麻將。而眷村居民來自各種不同省份，也帶來了各地特色麵食與口味，讓台灣麵食文化更豐富。而部分的眷村黑話也融入台灣日常用語中。
1980年代眷村開始大量拆除改建，許多眷村出身的藝文界人士，抱著辭鄉的心情開始了眷村作品的創作。

## 對立與衝突

### 文化差異
由於時代的演變，漸趨搬離眷村的眷村第二代，在生活環境、社區意識、國家認同上的感受，與其他台灣人有較大不同，眷村生活的特殊經濟和記憶，使部分遷出者仍懷念過去的眷村生活。
1950年代，因國共內戰而遷台的早期眷村居民，一般有著效忠中華民國，「反對台獨」的想法。早期軍眷多半認為台灣只是短暫居住地，仍相信蔣中正的「反攻大陸」之號召。另一方面，早期部分本省人因台灣受50年日本統治與228事件等關係，因此對外省人懷有省籍情結的不認同、甚至產生仇視。近年來省籍隔閡已淡化許多，「反攻」及「反共」觀念也隨歷史變遷而消釋；但在政黨政治上產生的台獨、兩岸與國家認同，仍是與部分主張支持台灣獨立的台灣人關係緊張的原因之一。
又因外省人無償居住眷村房舍（土地權歸國防部），而常有國民黨政府重視照顧軍眷而忽視社福政策的政黨言論。而對此論調也有不少反對聲浪。他們認為，配有眷舍住進眷村的第一代外省人遠低於60萬大軍的六分之一，亦即僅少數外省第一代有眷村居住，可見軍眷眷村當時獨厚少數人，大多數沒分配到眷村的外省軍民則須自行解決住房問題。但眷村住民認為居住眷村者並非特權，而是一個刻苦與奮鬥的標誌。

### 政黨政治
早期國民黨發展出的軍中黨部黃復興黨部至今於眷村地區仍有其相當影響力。根據「族群政治理論模型」、「投票取向理論模型」來解釋，眷村至今仍有「族群動員投票」存在。於政黨政治上，眷村民眾的政治立場高度一致，這種立場也表現在投票行為之上，眷村選民高度支持國民黨等泛藍政黨、反對台獨色彩濃厚的泛綠政黨，因此台灣歷次選舉中眷村常被視為泛藍政黨的「鐵票」。眷村投票行為精確一點的說法是取決於政黨認同而不是族群認同，因為支持台獨泛綠的外省籍候選人在眷村也不易獲青睞，反之泛藍政黨提名的非外省籍候選人也可能在眷村獲得高票。在立法委員選制改革前泛藍還有所謂「黃復興系統」（專為眷村、榮民、榮眷及退伍軍人代言、爭取福利）的立委，對於台灣族群對立和兩極化的政治紛爭多少帶來影響。
近年來，因眷村大多已完成遷建而移居國宅、眷改政策的不明確、原居住眷村的外省第一代逐漸凋零以及不再以支持國民黨為主要投票意向，近年台灣歷次選舉已有部分地區眷村（例如高雄市左營區的眷村）已經「鐵票生鏽」，已不如以往是國民黨的高度支持區域。

## 眷村改建

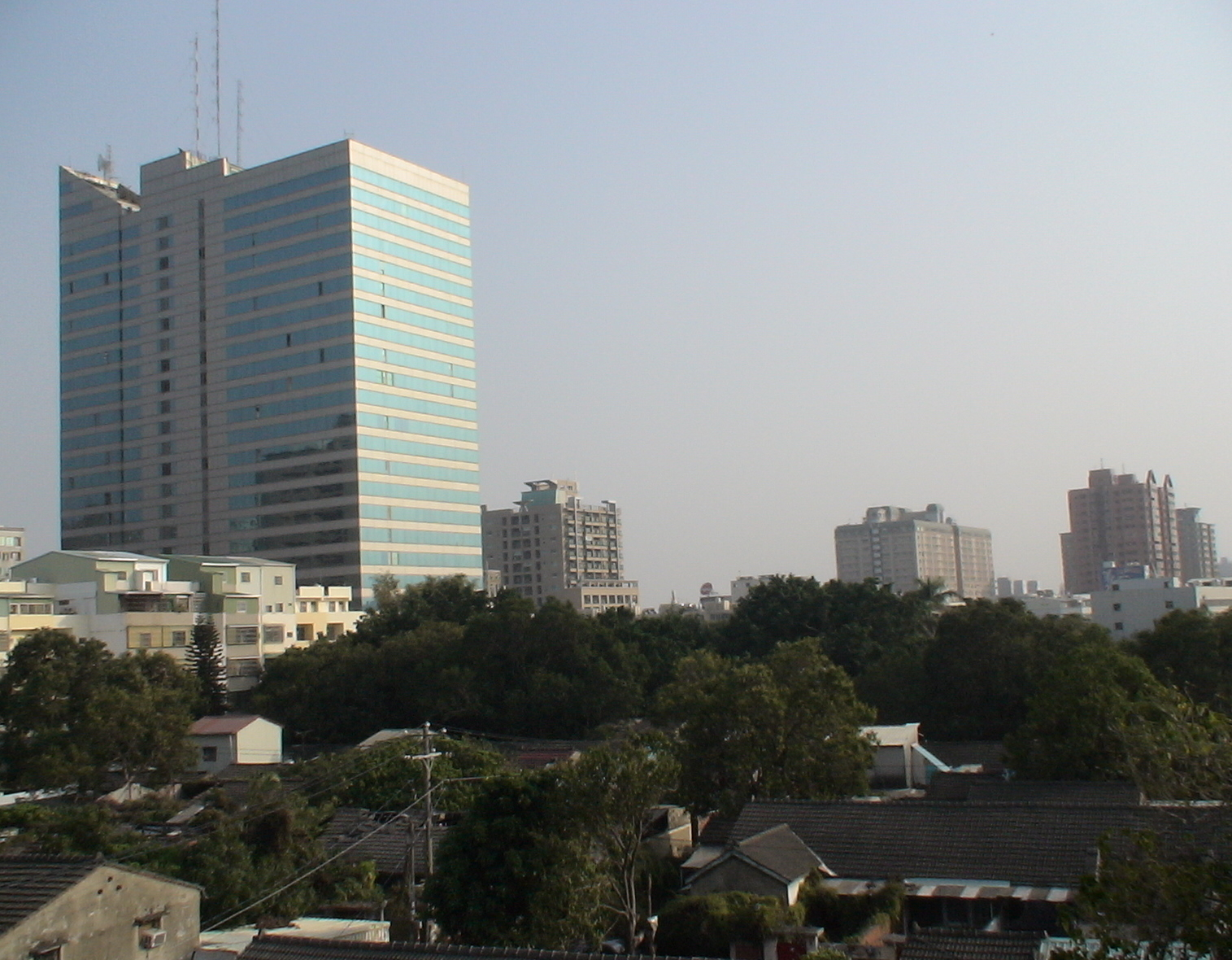
拆除前夕的臺南市湯山新村與現代大樓（2006年攝影）

國民黨執政後期，在改建眷村為現代式國宅大樓時，也藉由新增的戶數空間，以略低市價售予一般市民，促成國宅購買者與原眷戶混住。1980年至2007年臺北市政府即與軍方合作改建了77處眷村，興建29,453戶國宅，多數在原址興建國宅大廈，少部分依各縣市政府規畫而保留。例如臺南市水交社等。
2000年民進黨執政後，加速推動眷村拆除改建政策。目前眷村文化已較淡薄，混住情況越加普遍。文化學者呼籲尊重社會多樣性和次文化保存，行政院文建會（現文化部）以及各地方政府已開始針對較有特色的村落，進行「歷史記憶」之保存。以博物館的概念，參考外國保留較早聚落的範例，研究並保留較有特色與價值的眷村。

## 爭議
1990年代之後，因眷村已趨老舊、都市更新等問題，中華民國政府著手以國家資源無償改建只能由少數軍眷居住的眷村，並於1996年，由中華民國立法院通過配合眷村改建的《國軍老舊眷村改建條例》法源。而改建條例中最主要精神則為利用國庫挹注的改建基金作為改建眷村所需資金，並將興建後的住宅社區無償配售原眷戶。每戶配售之坪型以原眷戶現任或退伍時之職缺編階為準。雖說配售，但該條例也書明眷村需以房地總價百分之二十以下價格售予配售住戶，其不足部分，由改建基金補助。其再扣除先前發給眷村戶的搬遷補助費與房租補助費等，等同無償配售予原眷戶一戶一屋。
因其條例涉及憲法平等權，民進黨蘇煥智等50多位立法委員，向司法院聲請釋憲，其聲請內容在於確認以國家資源進行眷村改建是否違反中華民國憲法第7條主條文之平等原則。之後，司法院對其釋憲行為所公佈的憲法解釋文件《大法官解釋》釋字第485號中，明白指出《國軍老舊眷村改建條例》符合促進民生福祉之基本原則，與憲法第七條之意旨尚無牴觸，但仍有以下但書：
- 鑒於國家資源有限，有關社會政策之立法，必須考量國家之經濟及財政狀況，依資源有效利用之原則，並注意與一般國民間之平等關係，就福利資源為妥善之分配。
- 對於受益人範圍之決定，應斟酌其財力、收入、家計負擔及須照顧之必要性妥為規定，不得僅以受益人之特定職位或身分作為區別對待之唯一依據。
- 關於給付方式及額度之規定，亦應力求與受益人之基本生活需求相當，不得超過達成立法目的所需必要限度而給予明顯過度之照顧。
- 眷村是否為老舊而有改建之必要，應依眷舍之實際狀況並配合社區更新之需要而為決定，不得僅以眷村興建完成之日期為概括之認定，以免浪費國家資源。
- 不問其子女是否確有由國家照顧以解決居住困難之必要，均賦與其承購房地並領取與原眷戶相同補助之權利，不無明顯過度照顧之處。
- 購屋款項既主要來自國家補助，與純以自費取得之不動產者有間，則立法機關自應考慮限制承購人之處分權，例如限制其轉售對象及轉售價格或採取其他適當措施，使有限資源得為有效之利用。
- 上開條例規定與限定分配國家資源以實現實質平等之原則及資源有效利用之原則未盡相符，立法機關就其與本解釋意旨不符之部分，應通盤檢討改進。[26]

由於眷村改建為重大工程，亦牽涉巨額經費。近年來除有補償費、自備款的爭議外，尚有弊端發生，如被列為「蠹蟲專案」的新竹市第十七村、第十八村、第十九村統包工程弊案等。此外，雖眷村改建，可有效改善老舊眷村存在問題，但其高達1兆5000億台幣的眷村改建總經費，亦被輿論批評為「財政黑洞」。

## 眷村出身名人

### 電影
- 李安
- 侯孝賢
- 鈕承澤
- 李祐寧
- 林青霞
- 周丹薇
- 胡慧中
- 胡茵夢
- 王祖賢
- 庹宗華
- 梁修身
- 邵曉鈴
- 齊柏林（歿）
- 秦豪

### 歌唱
- 鄧麗君（歿）
- 張雨生（歿）
- 梁弘志（歿）
- 白嘉莉
- 王夢麟
- 趙樹海
- 侯德健
- 齊秦
- 齊豫
- 百合二重唱
- 任賢齊
- 歐陽菲菲
- 蔡琴
- 張艾嘉
- 應蔚民（夾子電動大樂團主唱）
- 趙傳
- 伊能靜
- 琇琴

### 電視
- 焦恩俊
- 李濤
- 王偉忠
- 徐乃麟
- 郭子乾
- 九　孔
- 何　戎
- 陳建州
- 阮經天
- 邰智源
- 庹宗康
- 戎　祥（歿）
- 孫　鵬
- 屈中恆
- 李立群
- 李興文
- 劉德凱
- 唐從聖
- 高凌風（歿）
- 徐譽庭
- 倪齊民
- 沈玉琳
- 張晨光

### 報紙、雜誌、出版
- 高希均
- 高信疆（歿）
- 王健壯
- 金惟純
- 吳子嘉

### 藝文
- 趙寧（歿）
- 趙怡
- 張曉風
- 愛亞
- 龍應台
- 朱天心
- 朱天文
- 蘇偉貞
- 袁瓊瓊
- 張大春
- 孫瑋芒
- 張啟彊
- 蔡詩萍
- 苦苓
- 馮翊綱
- 梁幼祥
- 劉若瑀
- 楊筱薇

### 政界
- 韓國瑜
- 宋楚瑜
- 胡志強
- 章孝嚴
- 章孝慈
- 趙少康
- 孫大千
- 朱立倫
- 馬永成
- 丁守中
- 郝龍斌
- 朱鳳芝
- 林正
- 歐陽龍
- 王定宇
- 郭璽

### 商界
- 鄒開蓮
- 陳啟禮（歿）
- 董桂森（歿）
- 董念台
- 雷倩
- 張京育
- 張世傑（古董張）
- 張安樂
- 張存偉

### 體育
- 李鳳山

## 外部連結
- 榮民文化網 （页面存档备份，存于）
- 憶。眷村 （页面存档备份，存于）
- 台北四四南村-信義公民會館 （页面存档备份，存于）
- 新竹眷村博物館 （页面存档备份，存于）
- 高雄 臺灣眷村文化園區 （页面存档备份，存于）
- 走過一甲子 - 落地生根 （页面存档备份，存于）